# Argentina ai XIII Giochi paralimpici invernali
L'Argentina ha partecipato ai XIII Giochi paralimpici invernali di Pechino, in Cina, in programma dal 4 al 13 marzo 2022, con una delegazione di 2 atleti in 2 sport.

## Partecipanti
- Sci alpino: 1 atleta
- Sci di fondo: 1 atleta

## Sci alpino
Uomini
| Atleta          | Evento                                  | Tempo     | Tempo     | Tempo   | Posizione |
| Atleta          | Evento                                  | 1ª manche | 2ª manche | Totale  | Posizione |
| --------------- | --------------------------------------- | --------- | --------- | ------- | --------- |
| Enrique Plantey | Discesa libera Ipovedenti e non vedenti | N.D.      | N.D.      | dnf     | dnf       |
| Enrique Plantey | Supercombinata Ipovedenti e non vedenti | dnf       | dnf       | dnf     | dnf       |
| Enrique Plantey | Super-G Ipovedenti e non vedenti        | N.D.      | N.D.      | 1'15"89 | 8º        |
| Enrique Plantey | Slalom gigante Ipovedenti e non vedenti | 1'02"13   | 1'01"01   | 2'03"14 | 4º        |
| Enrique Plantey | Slalom Ipovedenti e non vedenti         | 56'65"    | 57'61"    | 1'54"26 | 11º       |

## Sci di fondo

### Distanza[1]
| Atleta       | Evento                | Totale  | Totale    |
| Atleta       | Evento                | Tempo   | Posizione |
| ------------ | --------------------- | ------- | --------- |
| Nicolás Lima | 10 km seduti maschile | 39'14"1 | 29º       |
| Nicolás Lima | 18 km seduti maschile | 54'20"8 | 17º       |

### Sprint[1]
| Atleta       | Evento                 | Qualificazione | Qualificazione | Semifinale      | Semifinale      | Finale          | Finale          |
| Atleta       | Evento                 | Tempo          | Posizione      | Tempo           | Posizione       | Tempo           | Posizione       |
| ------------ | ---------------------- | -------------- | -------------- | --------------- | --------------- | --------------- | --------------- |
| Nicolás Lima | Sprint seduti maschile | 2'47"78        | 27º            | non qualificato | non qualificato | non qualificato | non qualificato |